# David Gilmour (écrivain)
Pour les articles homonymes, voir Gilmour.
David Gilmour (né le 22 décembre 1949) est un romancier canadien de langue anglaise, ancien journaliste, critique de cinéma et professeur à l'Université de Toronto. 

## Jeunesse
Gilmour est né à London, en Ontario, et a ensuite déménagé à Toronto pour ses études. Il est diplômé de l'Upper Canada College et de l'Université de Toronto . 
Il est devenu directeur de la rédaction du Festival international du film de Toronto en 1980 et a occupé ce poste pendant quatre ans. En 1986, il s'est joint à CBC Television en tant que critique de cinéma pour The Journal. En 1990, il a commencé à animer Gilmour on the Arts, une série d'émissions artistiques sur CBC Newsworld . 

## Carrière
Il a quitté la CBC en 1997 pour se concentrer sur son écriture. Son roman de 2005, Une nuit parfaite pour aller en Chine, a remporté le Prix du Gouverneur général 2005 pour la fiction anglaise et a été sélectionné pour le Prix littéraire international de Dublin 2007.   
Gilmour est professeur d'études littéraires au Victoria College de l'Université de Toronto où il enseigne la création littéraire et la littérature depuis 2006. 